# Virgatanytarsus albisutus
Virgatanytarsus albisutus är en tvåvingeart som först beskrevs av Santos Abreu 1918.  Virgatanytarsus albisutus ingår i släktet Virgatanytarsus och familjen fjädermyggor. Inga underarter finns listade i Catalogue of Life.